# Celaenorrhinus
Celaenorrhinus es un género de mariposa ditrysias perteneciente a la familia Hesperiidae.  
Celaenorrhinus se encuentra en la mayoría de las regiones tropicales. 

## Especies
- Celaenorrhinus ambra Evans, 1937
- Celaenorrhinus ankasa Larsen & Miller, 2005
- Celaenorrhinus aureus Collins & Larsen, 2005
- 'Celaenorrhinus atratus Mabille, 1891
- Celaenorrhinus bakolo Miller, 1964
- Celaenorrhinus beni Bethune-Baker, 1908
- Celaenorrhinus bettoni Butler, 1902
- Celaenorrhinus bitjena Evans, 1937
- Celaenorrhinus boadicea (Hewitson, 1877)
- Celaenorrhinus chrysoglossa (Mabille, 1891)
- Celaenorrhinus cordeironis Kielland, 1992
- Celaenorrhinus dargei Berger, 1976
- Celaenorrhinus galenus (Fabricius, 1793)
- Celaenorrhinus handmani Collins & Congdon, 1998
- Celaenorrhinus hecqui Berger, 1976
- Celaenorrhinus homeyeri (Plötz, 1880)
- Celaenorrhinus humbloti (Mabille, 1884)
- Celaenorrhinus illustris (Mabille, 1891)
- Celaenorrhinus illustroides Miller, 1971
- Celaenorrhinus intermixtus Aurivillius, 1896
- Celaenorrhinus kasai Evans, 1956
- Celaenorrhinus kimboza Evans, 1949
- Celaenorrhinus kivuensis Joicey & Talbot, 1921
- Celaenorrhinus leona Berger, 1975
- Celaenorrhinus lourentis de Jong, 1976
- Celaenorrhinus macrostictus Holland, 1893
- Celaenorrhinus medetrina (Hewitson, 1877)
- Celaenorrhinus milleri Collins & Larsen, 2003
- Celaenorrhinus mokeezi (Wallengren, 1857)
- Celaenorrhinus nigropunctata Bethune-Baker, 1908
- Celaenorrhinus nimba Collins & Larsen, 2000
- Celaenorrhinus ovalis Evans, 1937
- Celaenorrhinus perlustris Rebel, 1914
- Celaenorrhinus plagiatus Berger, 1976
- Celaenorrhinus pooanus Aurivillius, 1910
- Celaenorrhinus proxima (Mabille, 1877)
- Celaenorrhinus rubeho Kielland, 1990
- Celaenorrhinus rutilans (Mabille, 1877)
- Celaenorrhinus sagamase Collins & Larsen, 2005
- Celaenorrhinus sanjeensis Kielland, 1990
- Celaenorrhinus selysi Berger, 1955
- Celaenorrhinus suzannae Berger, 1976
- Celaenorrhinus toro Evans, 1937
- Celaenorrhinus uluguru Kielland, 1990
- Celaenorrhinus zanqua Evans, 1937
- Celaenorrhinus aspersa Leech, 1891
- Celaenorrhinus maculosa (C. & R. Felder, [1867])
- Celaenorrhinus inexspectus Devyatkin, 2000
- Celaenorrhinus phuongi Devyatkin, 2001
- Celaenorrhinus incestus Devyatkin, 2000
- Celaenorrhinus major Hsu, 1990
- Celaenorrhinus kuznetsovi Devyatkin, 2000
- Celaenorrhinus yaojiani Huang & Wu, 2003
- Celaenorrhinus oscula Evans, 1949
- Celaenorrhinus consanguinea Leech, 1891
- Celaenorrhinus ratna Fruhstorfer, 1909
- Celaenorrhinus pulomaya (Moore, [1866])
- Celaenorrhinus horishanus Shirôzu, 1963
- Celaenorrhinus pero de Nicéville, 1889
- Celaenorrhinus choui Gu, 1994
- Celaenorrhinus ruficornis (Mabille, 1878)
- Celaenorrhinus ambareesa (Moore, [1866])
- Celaenorrhinus vietnamicus Devyatkin, 1998
- Celaenorrhinus spilothyrus (Felder, 1868)
- Celaenorrhinus sumitra (Moore, [1866])
- Celaenorrhinus pyrrha de Nicéville, 1889
- Celaenorrhinus pahangensis Naylor, 1962
- Celaenorrhinus leucocera (Kollar, [1844])
- Celaenorrhinus putra (Moore, [1866])
- Celaenorrhinus munda Moore, 1884
- Celaenorrhinus nigricans (de Nicéville, 1885)
- Celaenorrhinus asmara (Butler, [1879])
- Celaenorrhinus inaequalis Elwes & Edwards, 1897
- Celaenorrhinus aurivittata (Moore, [1879])
- Celaenorrhinus cameroni (Distant, 1882)
- Celaenorrhinus ficulnea (Hewitson, 1868)
- Celaenorrhinus ladana (Butler, 1870)
- Celaenorrhinus patula de Nicéville, 1889
- Celaenorrhinus tibetana (Mabille, 1876)
- Celaenorrhinus andamanicus (Wood-Mason & de Nicéville, 1881)
- Celaenorrhinus badia (Hewitson, 1877)
- Celaenorrhinus dhanada Moore, [1866]
- Celaenorrhinus bazilanus (Fruhstorfer, 1909)
- Celaenorrhinus entellus (Hewitson, 1867)
- Celaenorrhinus flavocincta (de Nicéville, 1887)
- Celaenorrhinus halconis de Jong & Treadaway, 1993
- Celaenorrhinus kiku Hering, 1918
- Celaenorrhinus kurosawai Shirôzu, 1963
- Celaenorrhinus morena Evans, 1949
- Celaenorrhinus patuloides de Jong, 1981
- Celaenorrhinus plagifera de Nicéville, 1889
- Celaenorrhinus saturatus Elwes & Edwards, 1897
- Celaenorrhinus toxopei de Jong, 1981
- Celaenorrhinus treadawayi de Jong, 1981
- Celaenorrhinus zea Swinhoe, 1909
- Celaenorrhinus aegiochus (Hewitson, 1876)
- Celaenorrhinus anchialus (Mabille, 1878)
- Celaenorrhinus approximatus Williams & Bell, 1940
- Celaenorrhinus astrigera (Butler, 1877)
- Celaenorrhinus autochton Steinhauser & Austin, 1996
- Celaenorrhinus bifurcus Bell, 1934
- Celaenorrhinus cynapes (Hewitson, 1870)
- Celaenorrhinus disjunctus Bell, 1940
- Celaenorrhinus eligius (Stoll, [1781])
- Celaenorrhinus fritzgaertneri (Bailey, 1880)
- Celaenorrhinus jao (Mabille, 1889)
- Celaenorrhinus monartus (Plötz, 1884)
- Celaenorrhinus orneates Austin, 1996
- Celaenorrhinus par Steinhauser & Austin, 1996
- Celaenorrhinus savia (Evans, 1952)
- Celaenorrhinus shema (Hewitson, 1877)
- Celaenorrhinus similis Hayward, 1933
- Celaenorrhinus songoensis Draudt, 1922
- Celaenorrhinus stallingsi Freeman, 1946
- Celaenorrhinus stola Evans, 1952
- Celaenorrhinus suthina (Hewitson, 1877)
- Celaenorrhinus syllius (C. & R. Felder, 1862)
- Celaenorrhinus tritonae (Weeks, 1901)
- Celaenorrhinus vagra Evans, 1952